# Mein Schiff Herz
Le Marella Voyager, anciennement Mein Schiff Herz est un navire de croisière appartenant à la société Marella Cruises. Il est entré en service en 1997 pour Celebrity Cruises sous le nom de  Mercury, puis Celebrity Mercury en 2008. Sous les couleurs de TUI Cruises, il porte le nom de Mein Schiff 2 jusqu'en 2019, où change de nom pour Mein Schiff Herz. En 2023, il est rebaptisé Marella Voyager et passe sous les couleurs de Marella, une filiale du groupe TUI.

## Sources
- (en) Cet article est partiellement ou en totalité issu de l’article de Wikipédia en anglais intitulé « Mein Schiff 2 » (voir la liste des auteurs).